# St. Nikolaus (Hegelhofen)

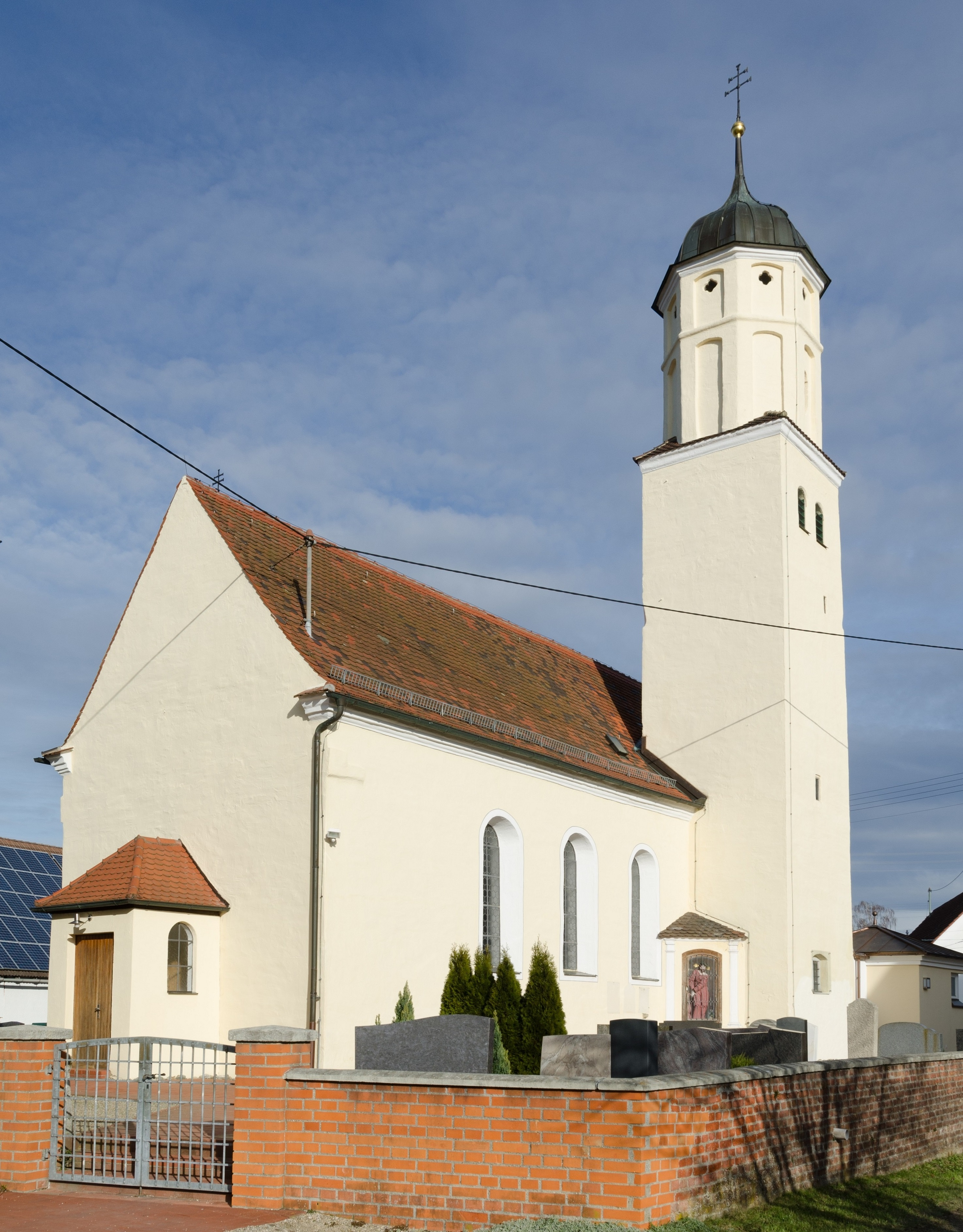
St. Nikolaus in Hegelhofen

Die römisch-katholische Pfarrkirche St. Nikolaus steht in Hegelhofen, einem Stadtteil von Weißenhorn im schwäbischen Landkreis Neu-Ulm in Bayern. Das Bauwerk ist in der Liste der Baudenkmäler in Weißenhorn als Baudenkmal unter der Nr. D-7-75-164-140 eingetragen. Die Kirchengemeinde gehört zum Dekanat Neu-Ulm des Bistums Augsburg.

## Beschreibung
Die spätgotische Saalkirche wurde unter Verwendung älterer Teile im 15. Jahrhundert erbaut und bis 1842/43 umgestaltet. Sie besteht aus einem 1708 erneuerten Langhaus, einem eingezogenen, dreiseitig geschlossenen, 1773 erneuerten Chor im Osten, einem Chorflankenturm auf quadratischem Grundriss an der Südwand des Chors, der 1773 achteckig aufgestockt und mit einer Zwiebelhaube bedeckt wurde, und der Sakristei in der Südostecke von Chor und Chorflankenturm. 
Der Innenraum des Langhauses ist mit einer Flachdecke überspannt. Er wurde 1843 mit Fresken und Stuck versehen. Zur Kirchenausstattung gehört ein 1797 gestifteter Hochaltar, der von den Statuen des Apostels Johannes und des Paulus von Tarsus flankiert wird. Das Altarretabel stammt von Konrad Huber, aus dessen Umkreis der Kreuzweg geschaffen wurde. Die Darstellung des Salvator mundi und der Maria werden Ferdinand Luidl zugeschrieben. Eine Unbefleckte Empfängnis gestaltete 1721 Johann Adam Hops. 